# Bibliografía de la rosa
Bibliografía de la rosa es una obra de Mariano Vergara y Pérez de Aranda, publicada por primera vez en 1892.

## Descripción
| «En esta Península, tan propia para el cultivo de las flores, casi no se producen mas que las retóricas, esas con exceso y daño, y no se concibe cómo altos funcionarios de la Iglesia, de la Magistratura y del Ejército vayan á tratar de rosas, asunto baladí, dicen, los que enaltecen al jockey, al torero, al velocipedista, al pelotari ó al funámbulo, cuando no á la suripanta» —Vergara y Pérez de Aranda, en la introducción |

La obra bibliográfica, escrita por Mariano Vergara y Pérez de Aranda, en cuyo honor se crearía pocos años después el marquesado de Aledo, está dedicada «á apuntar someramente, y con errores é inexactitudes, algunas de las muchas obras y periódicos directa y especialmente consagrados á la reina de las flores». Se publicó en 1892 en la imprenta y fundición de Manuel Tello.
Sobre la disposición de las diferentes publicaciones en la obra, dice el autor en la introducción que comienza con los periódicos «porque son publicaciones adjetivas y distintas de las demas, y porque son los menos», y sigue, «mezclando idiomas, siglos, importancia, especialidad», con todas aquellas obras que guarden alguna relación con la rosa. Dedica, asimismo, una tercera sección a listar un catálogo y una cuarta y última a publicaciones de «sociedades rosícolas y rosófilas». «Los títulos comprendidos en estas dos últimas secciones van separados por países, y dentro de cada seccion por pueblos, para que se sepa si en tal ó cual nacion ó localidad se cultiva la rosa mucho ó poco, ó se trata de ella poco ó mucho», explica. Así, empieza la obra en la primera sección con el Journal des Roses, publicación mensual, y concluye más de trescientas páginas después con una obra de un tal A. P. Winzlow.